# Hippopsicon bambesae
Hippopsicon bambesae är en skalbaggsart. Hippopsicon bambesae ingår i släktet Hippopsicon och familjen långhorningar.

## Underarter
Arten delas in i följande underarter:
- H. b. bambesae
- H. b. rhodesianum